# ادیویل (اورگن)
ادیویل (به انگلیسی: Eddyville) یک منطقهٔ مسکونی در ایالات متحده آمریکا است که در اورگن واقع شده‌است. ادیویل ۲۵٫۹۱ متر بالاتر از سطح دریا واقع شده‌است.